# Банзерук, Иван Николаевич
Иван Николаевич Банзерук (род. 9 февраля 1990 года в Воегоще) — украинский легкоатлет, специализируется в спортивной ходьбе. Представляет клубы «Динамо» и «Спартак» (Волынская область).
Принимал участие в чемпионате мира по лёгкой атлетике 2013 года в ходьбе на 50 км. В 2015 году завоевал золотую медаль летней Универсиады в ходьбе на 20 км вместе с Игорем Главаном и Назаром Коваленко. На чемпионате мира по лёгкой атлетике 2015 года в Пекине (Китай) занял 15-е место в ходьбе на 50 км. На Кубке Европы по спортивной ходьбе занял четвёртое личное место и третье — командное в составе сборной Украины.
На чемпионате мира 2016 года в общем зачёте в соревнованиях по спортивной ходьбе на 50 км Банзерук с командой получил «серебро». В частности Иван преодолел дистанцию за 3 часа 51 минуту 57 секунд и занял седьмое место в индивидуальном зачёте. Кроме того, выполнив норматив, спортсмен получил путёвку на Олимпийские игры в Рио-де-Жанейро. На своих первых Олимпийских играх он пришёл к финишу на 39-й позиции, останавливался около десяти раз.